# Tudor Constantin
Pas d'image ? Cliquez ici

a Compétitions nationales et continentales officielles uniquement.

b Matchs officiels uniquement.
Tudor Constantin, né le 17 novembre 1969 à Bucarest, est un ancien joueur international roumain de rugby à XV qui évoluait au poste de deuxième ligne.

## Carrière

### Parcours
- 1988-1989 :  Energia Bucarest
- 1989-1991 :  Steaua Bucarest
- 1991-1992 :  Kia Toa RFC
- 1992-1993 :  Steaua Bucarest
- 1993-1995 :  Dinamo Bucarest
- 1995-1998 :  Stadoceste tarbais
- 1998-2000 :  Racing Club de France
- 2000-2002 :  Bègles-Bordeaux

## Palmarès
- Champion de Roumanie en 1992 et 1994.
- Vainqueur du Championnat européen des nations en 2000 et 2002.